# 웹진 괴물딴지
웹진 괴물딴지(ddangi)는 유상현이 1999년 만든 미스터리 분야 웹사이트로, 귀신·초현상·음모론·외계인·심령과학 등 기이한 토픽들을 소개하는 곳이다. 이 사이트에 있는 칼럼 중 가장 재미있다고 여겨지는 것들을 골라 2006년에 《괴물딴지 미스터리 사전》을 펴냈고 2007년에 《괴물딴지 미스터리 사전 스페셜》을 펴냈다.

## 카테고리
괴물딴지의 카테고리는 2002년 커뮤니티를 위한 회원 자유게시판이나 유머게시판, 게임이나 영상 엽기 게시판도 존재했으나, 2007년 이후 활동량이 줄어 이를 모두 폐쇄하고 일부만 남겨두었다. 주요 카테고리는 다음과 같다.

### 귀신/사후세계
여기서는 귀신과 귀신이 들린 물건, 심령사진이나 사후세계 체험이나 임사상태 등과 관련된 이야기를 다룬다.

### UFO/외계인
여기서는 UFO와 외계인 목격 사건, 외계인 납치나 외계인에 의한 가축 도살, 미스테리 서클 등을 다룬다.

### 미스터리
여기서는 전 세계에서 이러나는 미스터리한 사건이나 괴현상, 혹은 여러 괴담 등을 다룬다.

### 초현상/심령과학
여기서는 초능력, 심령현상 등을 다룬다.

### 공포/괴물
여기서는 추파카브라, 모스맨 등 기이한 괴물을 다룬다.

### 음모론
여기서는 음모론과 여러 주요 사건에 대한 뒷 이야기를 다룬다.

### 토픽추적
여기서는 인터넷 뉴스에 나오는 놀라운 사건에 대해 그 뒷 이야기를 살펴보거나 해외토픽 이야기들을 다룬다.

## 문화
- 착신아리 파이널에서는 쿠로키 메이사와 장근석이 인터넷을 이용해 귀신의 정체를 알 때 등장하였다.